# North Carlton
North Carlton – wieś i civil parish w Anglii, w Lincolnshire, w dystrykcie West Lindsey. W 2011 civil parish liczyła 172 mieszkańców. North Carlton jest wspomniana w Domesday Book (1086) jako Nortcarletone.